# سیزوو
سیزوو ( روسی: Сизово ) یک منطقه روستایی ( دهکده ) در شهرک روستایی یوکسیفسکویه، ناحیه کوچیوفسکی ، منطقه پرم ، روسیه است. جمعیت در سال ۲۰۱۰ ، ۱۰ نفر بوده است.

## جغرافیا
سیزوو از طریق جاده در ۳۰ کیلومتری شمال کوچیوو  (مرکز اداری منطقه) قرار دارد. مسکوینو نزدیکترین محله روستایی است.